# Las bodas de Sálvame
Las bodas de Sálvame fue un programa de televisión que se emitió los sábados en Telecinco entre el 13 de abril y el 8 de junio de 2013. El programa, que era un spin-off de Sálvame, fue presentado por Kiko Hernández y Carmen Alcayde. Tras los irregulares datos cosechados durante varias semanas, la cadena estudió si renovarlo para el mes de mayo de 2014 con cambios importantes en el formato, lo cual no ocurrió finalmente.

## Formato
Las bodas de Sálvame se encargaba de celebrar ocho bodas en directo, una cada semana de emisión. El programa se hacía cargo de todos los gastos: el vestido de la novia, el traje del novio, los anillos, la luna de miel, el banquete... grabando todo el proceso. Para ello, las parejas contaban con el asesoramiento de una wedding planner que ayuda y orienta a las parejas, pero también les sometía a diversas pruebas de amor que certificaran que estuvieran plenamente convencidas del paso que iban a dar.
Durante el proceso, cada pareja debía seleccionar a sus dos colaboradores preferidos de Sálvame para que se convirtieran en una especie de padrinos que, de una u otra forma, pasaban a ser "miembros" de sus familias. El día de la boda, los espectadores eran los invitados del enlace, que se emitía en directo desde el plató del programa, decorado siguiendo los gustos de los novios (estilo Las Vegas, ceremonia flamenca, medieval, ibicenca…). El programa ofrecía además la llegada de los invitados, padrinos, colaboradores del programa y, finalmente, los novios.

## Presentadores y colaboradores
Presentadores
- Kiko Hernández
- Carmen Alcayde

Colaboradores
- Aída Nízar
- Carmen Bazán
- Gema López
- Jimmy Giménez-Arnau
- Karmele Marchante
- Kiko Matamoros
- Lydia Lozano
- Mercedes Milá
- Mila Ximénez
- Rafa Mora
- Raquel Bollo
- Rosa Benito
- Rosario Mohedano
- Terelu Campos
- Belén Esteban

## Episodios y audiencias
| Programa    | Características del programa                         | Padrinos                                       | Fecha de emisión    | Espectadores | Cuota de pantalla |
| ----------- | ---------------------------------------------------- | ---------------------------------------------- | ------------------- | ------------ | ----------------- |
| Temporada 1 |                                                      |                                                |                     |              |                   |
| 01          | «Presentación novios. Boda: Cristian y Carolina»     | Lydia Lozano y Kiko Matamoros                  | 13 de abril de 2013 | 1 974 000    | 16,4%             |
| 02          | «Presentación novios. Boda: Daniel y Sonia»          | Karmele Marchante y Kiko Matamoros             | 20 de abril de 2013 | 1 428 000    | 11,6%             |
| 03          | «Presentación novios. Boda: Antonio y María»         | Lydia Lozano y Rafa Mora                       | 27 de abril de 2013 | 1 629 000    | 11,5%             |
| 04          | «Presentación novios. Boda: Manuel y Mª Carmen»      | Terelu Campos y Mila Ximénez                   | 4 de mayo de 2013   | 1 144 000    | 9,7%              |
| 05          | «Presentación novios. Boda: Pedro y Susana»          | Aída Nízar y Raquel Bollo                      | 11 de mayo de 2013  | 1 403 000    | 11,2%             |
| 06          | «Presentación novios. Boda: Nacho y Ricardo»         | Mila Ximénez y Kiko Matamoros                  | 18 de mayo de 2013  | 1 293 000    | 9,4%              |
| 07          | «Presentación novios. Boda: "Chiqui" y Borja»        | Mercedes Milá y Jimmy Giménez-Arnau            | 25 de mayo de 2013  | 1 823 000    | 14,4%             |
| 08          | «Presentación novios. Boda: Inma y Óscar»            | Rosa Benito y Rosario Mohedano                 | 1 de junio de 2013  | 1 306 000    | 10,4%             |
| 09          | «Presentación novios. Boda Plata: Mª Carmen y Nando» | Almudena Martínez, Carmen Bazán y Lydia Lozano | 8 de junio de 2013  | 1 160 000    | 8,9%              |

## Audiencia media
| Temporada | Temporada | Episodios | Estreno             | Final              | Audiencia media | Audiencia media   |
| Temporada | Temporada | Episodios | Estreno             | Final              | Espectadores    | Cuota de pantalla |
| --------- | --------- | --------- | ------------------- | ------------------ | --------------- | ----------------- |
|           | 1         | 9         | 13 de abril de 2013 | 8 de junio de 2013 | 1 462 000       | 11,5%             |